# Pis (kommune)
 For alternative betydninger, se Pis. (Se også artikler, som begynder med Pis)
Pis er en kommune i departementetGers i det sydvestlige Frankrig.
I 2008 havde landsbyen 91 indbyggere.
43°47′7″N 0°42′43″Ø / 43.78528°N 0.71194°Ø